# Jānis Miņins
Jānis Miņins (ur. 15 sierpnia 1980 w Kuldīdze) – łotewski bobsleista, brązowy medalista mistrzostw świata.

## Kariera
Jedyny medal w karierze Miņins wywalczył w 2009 roku, kiedy wspólnie z Daumantsem Dreiškensem, Oskarsem Melbārdisem i Intarsem Dambisem zajął trzecie miejsce w czwórkach na mistrzostwach świata w Lake Placid. Ponadto w sezonach 2008/2009 i 2009/2010 zajmował drugie miejsce w klasyfikacji Pucharu Świata czwórek, a w sezonie 2007/2008 był trzeci w tej samej konkurencji. W 2006 roku wystartował na igrzyskach olimpijskich w Turynie, zajmując szóste miejsce w dwójkach i dziesiąte w czwórkach.